# Gornje Rataje
Gornje Rataje (izvirno srbsko Горње Ратаје) je naselje v Srbiji, ki upravno spada pod Občino Aleksandrovac; slednja pa je del Rasinskega upravnega okraja.

## Demografija
V naselju živi 635 polnoletnih prebivalcev, pri čemer je njihova povprečna starost 44,8 let (42,4 pri moških in 47,3 pri ženskah). Naselje ima 216 gospodinjstev, pri čemer je povprečno število članov na gospodinjstvo 3,56.
|  |

| Demografija | Demografija     | Demografija     |
| Leto        | Št. prebivalcev | Št. prebivalcev |
| ----------- | --------------- | --------------- |
|             |                 |                 |
|             |                 |                 |
|             |                 |                 |
|             |                 |                 |
| 1948        | 1101            |                 |
| 1953        | 1155            |                 |
| 1961        | 1113            |                 |
| 1971        | 1055            |                 |
| 1981        | 1004            |                 |
| 1991        | 964             | 891             |
| 2002        | 890             | 769             |
|             |                 |                 |

| Etnična sestava po popisu iz leta 2002 | Etnična sestava po popisu iz leta 2002 | Etnična sestava po popisu iz leta 2002 | Etnična sestava po popisu iz leta 2002 | Etnična sestava po popisu iz leta 2002 |
| -------------------------------------- | -------------------------------------- | -------------------------------------- | -------------------------------------- | -------------------------------------- |
| Srbi                                   | Srbi                                   |                                        | 768                                    | 100%                                   |
| Neznano                                | Neznano                                |                                        | 0                                      | 0,0%                                   |